# Pere Canals i Cambrisas
Pere Canals i Cambrisas   (Cadaqués, 1908 - 1946), àlies Pedro o Julio, fou un militant destacat del PCE a Mallorca i del PSUC a Catalunya durant el període de la guerra del 1936 i els primers anys del franquisme. Arran de l’inici de la guerra del 1936 va ser membre del Comitè Central del PSUC. Retornat de l’exili americà a la postguerra, era el delegat de Jesús Monzón a Catalunya. Malgrat el seu distanciament envers Monzón, va ser assassinat pels seus camarades a principis de 1946, presumptament per guies de muntanya quan el portaven de Barcelona a Tolosa, per exigència de Santiago Carrillo.
No sé sap on, ni quan, ni com va ser executat Pere Canals. Tampoc no se sap on fou enterrat. La seva família ho va reclamar al PSUC sense èxit. Si la mort es va produir durant el viatge a Tolosa se suposa que va ser apunyalat, com León Trilla, per evitar que els trets alertessin als agents d’ordre franquistes o la gendarmeria francesa.